# Ichneumon castaneator
Ichneumon castaneator là một loài tò vò trong họ Ichneumonidae.